# ولفينشتاين 2: ذا نيو كلوسيس
ولفينشتاين 2: ذا نيو كلوسيس (بالإنجليزية: Wolfenstein II: The New Colossus)، هي لعبة فيديو إلكترونية من نوع تصويب منظور الشخص الأول، صدرت اللعبة بتاريخ 27 أكتوبر سنة 2017م، وهي من الشركة الناشرة الأمريكية بيثيسدا، وتدور أحداث القصة حول سيطرة النظام النازي على الأراضي الأمريكية، ويهدف عناصر المقاومة الأمريكية لتخريب مستقبل النازيين من خلال القتل وتدمير الآلات المطورة التي صنعها النازيون الألمان.